# Кодировки символов в HTML
Язык гипертекстовой разметки HTML используется с 1991 года, но версия 4.0 (1997) была первой, где представление символов, отличных от ASCII (то есть, английского языка), достаточно стандартизировано.

## Определение кодировки средствами HTTP
При отображении HTML-страницы браузерами последним нужно сообщить в какой кодировке сохранена страница. Для этого можно воспользоваться двумя методами:
При передаче документа HTML по HTTP (скажем, в WWW) набор символов документа задаётся в заголовке HTTP, например для текста в кодировке KOI8-R:
```
Content-Type: text/html; charset=koi8-r
```

Информацию о кодировке можно вставить в сам документ HTML, используя тег meta в раздел <head> HTML-документа. Например, в случае кодировки UTF-8 тег meta будет выглядеть следующим образом:
```
<meta http-equiv="Content-Type" content="text/html; charset=utf-8" />
```

В стандарте для языка HTML 5 мета тег информирующий браузер о кодировке страницы записывается отлично от правил принятых в более ранних стандартах HTML. Так пример приведенный выше в HTML 5 будет выглядеть следующим образом:
```
<meta charset="utf-8" />
```

Такой способ неплохо работает для файлов, но при выдаче документа по HTTP его успешность будет зависеть от действий HTTP-сервера, пожелает ли он указать эту информацию в заголовке. Согласно HTTP/1.1, отсутствие указания charset в заголовке приравнивается к использованию набора символов ISO 8859-1.
То есть, приоритетным фактором для браузера по вопросу «в какой кодировке отображать документ» может являться переданный сервером заголовок. В этом случае браузер обязан игнорировать соответственные директивы в теге META.

## Настройка заголовков, передаваемых сервером
1. При использовании сервера Apache можно использовать файл .htaccess. В нём нужно указать директивы серверу касательно кодировок по умолчанию:
AddDefaultCharset UTF-8
В приведенном примере кодировкой по умолчанию в заголовках сервера будет назначена UTF-8.
В случае кодировки windows-1251:
AddDefaultCharset windows-1251
Данные директивы файла .htaccess наиболее часто применимы. Но в каждом отдельно взятом случае могут и не сработать. Все зависит от настроек сервера.
Есть менее популярные директивы, действие которых направлено на отключение заголовков сервера. При их отключении браузер будет выбирать кодировку в зависимости от указаний в теге МЕТА.
charsetdisable on
AddDefaultCharset Off
Зачастую, проблемы отображения кодировок связаны с тем, что устаревшее ПО для Web (например, сайт, CMS и т. д.) использует национальную кодировку в то время как сервер настроен для работы с UTF-8. В этом случае, принудительно указывается язык, кодировка необходимая ПО (например, cp1251) для web-сервера, и (как правило) интерпретатора PHP.
DefaultLanguage ru
AddDefaultCharset windows-1251
php_value default_charset "cp1251"
2. Директива php-кодом:
В начале php-файла можно указать php-код, который передаст инструкции браузеру по выбору кодировки:
<?php header('Content-type: text/html; charset=utf-8')?>

## Определение кодировки средствами XML
В XHTML можно также указывать кодировку в преамбуле XML, например:
```
<
?xml version="1.0" encoding="utf-8"?
>
```

## Мнемоники HTML и коды Unicode
Символы, имеющие специальные названия (см. Мнемоники в HTML), могут быть закодированы в виде &entity;, например:
- «&agrave;» → «à»
- «&alpha;» → «α»
- «&lt;» → «<»
- «&gt;» → «>»
- «&nbsp;» → « » (неразрывный пробел)

В то же время все символы могут быть также закодированы в числовом обозначении с использованием десятичного (&#DD;) или шестнадцатеричного (&#xHHHH;) кода Unicode.
- «&#224;» = «&#xE0;» → «à»
- «&#945;» = «&#x3B1;» → «α»

Правильный браузер будет отображать символы, заданные вышеназванным путём, независимо от текущей кодировки документа и, в частности, даже в случае, когда такие символы ею не могут быть охвачены. Таким образом, возможен японский текст в HTML-документе, написанном в Windows-1251, и т. д.